# Santiago Llaver
Santiago Llaver (San Martín, 12 agosto 1916 – San Martín, 14 luglio 2002) è stato un politico argentino, dell'Unione Civica Radicale.
Fu eletto governatore della provincia di Mendoza nel 1983 nelle prime elezioni dopo il processo di riorganizzazione nazionale. Il suo mandato terminò nel 1987 e gli succedette José Bordón.
Llaver è ricordato per la confisca della centrale idroelettrica sul fiume Atuel, in seguito alla rescissione del contratto da parte del governo nazionale per trasferire denaro per completare i lavori.